# Anomala quadricalcarata
Anomala quadricalcarata är en skalbaggsart som beskrevs av Ohaus 1924. Anomala quadricalcarata ingår i släktet Anomala och familjen Rutelidae. Inga underarter finns listade i Catalogue of Life.